# マクシム・マシュノー
- マキシム・マシュノー

マクシム・マシュノー（Maxime Machenaud、1988年12月30日 - ）は、トップ14・バイヨンヌに所属するラグビー選手。

## プロフィール
- フランス・ボルドー出身。
- ポジションはスクラムハーフ(SH)。
- 身長 174cm、体重 87kg
- フランス代表キャップは38（2021年1月現在）でラグビーワールドカップ2019のフランス代表に選ばれた[1]。

## 略歴
ボルドー、SUアジャンを経て、2012年、ラシン92に加入。 
2022年、バイヨンヌに加入。